# Eva Russo
Eva Russo (* 20. Dezember 1966 in Colleferro) ist eine ehemalige italienische Fußballspielerin. Die Torhüterin war italienische Nationalspielerin.
Sie spielte in der Serie A für Lazio Rom, AFC Neapel und AFC Prato Wonder.
Für die italienische Nationalmannschaft absolvierte sie 56 Länderspiele, bis sie am 29. November 1989, kurz vor einem Länderspiel gegen die Schweiz, einen Dopingtest abgab, der positiv auf Cannabis und Kokain war. Sie wurde für sechs Monate gesperrt und trat zurück.